# Vladimir Miholjević

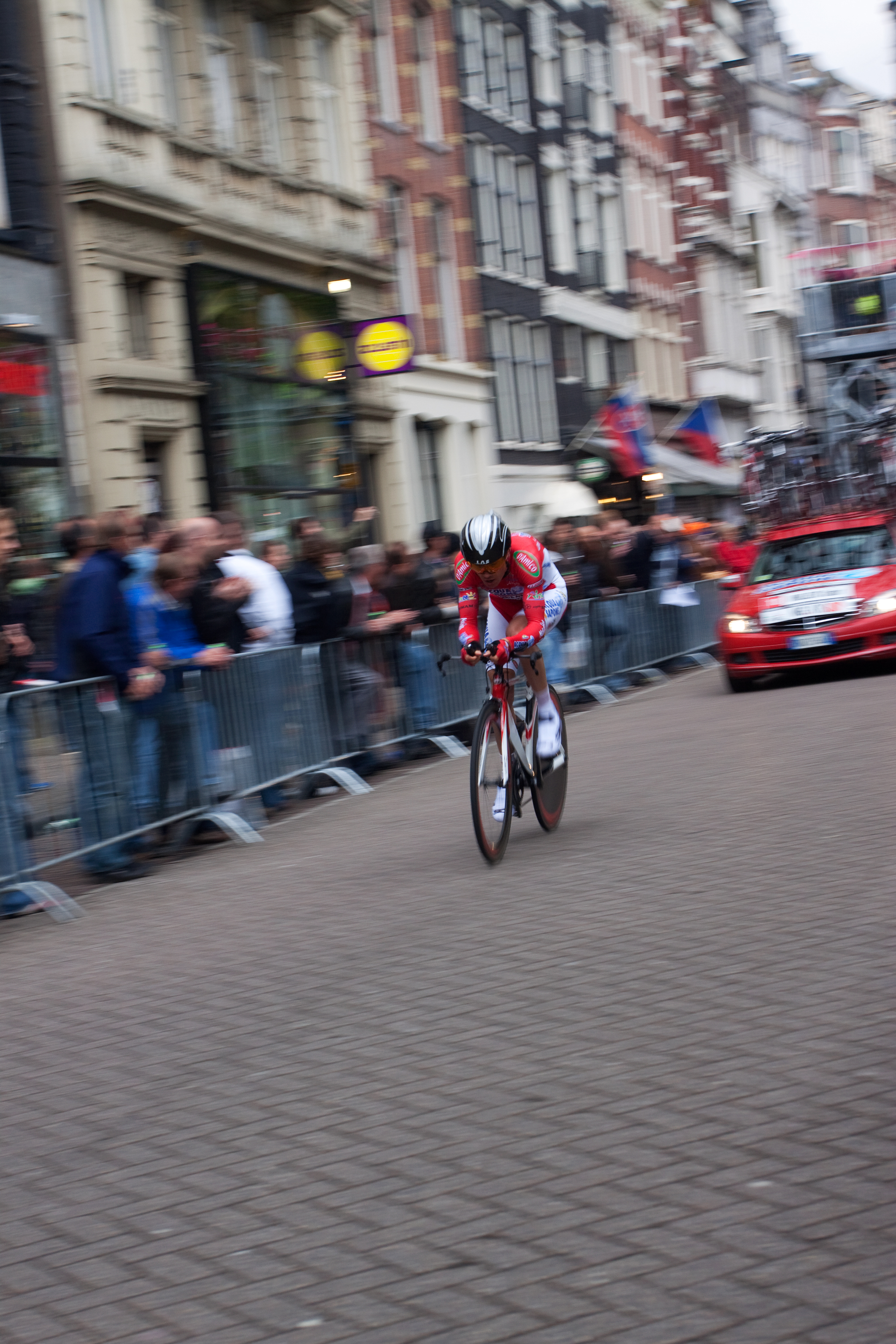
Vladimir Miholjević beim Prolog des Giro d’Italia 2010 in Amsterdam

Vladimir Miholjević (* 18. Januar 1974 in Zagreb) ist ein ehemaliger kroatischer Radrennfahrer.

## Sportliche Laufbahn
Vladimir Miholjević begann seine Karriere 1997 bei dem slowenischen Radsport-Team KRKA-Telekom Slovenije. 1998, 2000 und 2012 wurde er kroatischer Landesmeister im Straßenrennen, 2012 zudem im Einzelzeitfahren. 2000 gewann er die Tour du Doubs. 2002 wechselte er zu dem italienischen Rennstall Alessio, bestritt 2003 seinen einzigen Tourstart und belegte Platz 50, beim Giro d’Italia ging er acht Mal am Start. Von 2005 bis 2009 fuhr Miholjević für das ProTour-Team Liquigas.
Ende der Saison 2012 beendete Miholjević seine Karriere, nachdem er zum dritten Mal nationaler Straßenmeister geworden war.

## Erfolge
1998
- Gesamtwertung und zwei Etappen Kroatien-Rundfahrt
- Kroatischer Meister – Straßenrennen

2000
- Gesamtwertung und eine Etappe Istrian Spring Trophy
- Kroatischer Meister – Straßenrennen
- Tour du Doubs

2001
- Poreč Trophy 1

2007
- Mannschaftszeitfahren Giro d’Italia

2012
- Kroatischer Meister – Einzelzeitfahren
- Kroatischer Meister – Straßenrennen

## Platzierung bei den Grand Tours
| Grand Tour            | 2003 | 2004 | 2005 | 2006 | 2007 | 2008 | 2009 | 2010 | 2011 | 2012 |
| --------------------- | ---- | ---- | ---- | ---- | ---- | ---- | ---- | ---- | ---- | ---- |
| Giro d’ItaliaGiro     | –    | 24   | 31   | DNF  | 65   | 21   | 53   | 25   | 31   | –    |
| Tour de FranceTour    | 50   | –    | –    | –    | –    | –    | –    | –    | –    | –    |
| Vuelta a EspañaVuelta | –    | 78   | –    | –    | –    | –    | –    | –    | –    | –    |

## Teams
- 1997–2001 KRKA-Telekom Slovenije
- 2002 Alessio
- 2003 Alessio
- 2004 Alessio-Bianchi
- 2005 Liquigas-Bianchi
- 2006 Liquigas
- 2007 Liquigas
- 2008 Liquigas
- 2009 Liquigas
- 2010 Acqua & Sapone-D’Angelo & Antenucci
- 2011 Acqua & Sapone
- 2012 Acqua & Sapone